# El cometa (libro)
El cometa es un libro de divulgación científica publicado por Carl Sagan y Ann Druyan en 1985. En el, los autores describen la naturaleza científica de los cometas, así como sus diferentes roles y percepciones a lo largo de la historia. También se detalla la evolución de la comprensión humana de los cometas, y se analizan pensadores y astrónomos como Edmund Halley, Immanuel Kant y William Huggins.
La publicación de la primera edición precedió en varios meses la aparición del cometa Halley en 1986. Una edición posterior, de 1997, incluye material adicional.